# Szydłowiec (gromada)
Szydłowiec (do 30 XII 1961 Śmiłów) – dawna gromada, czyli najmniejsza jednostka podziału terytorialnego Polskiej Rzeczypospolitej Ludowej w latach 1954–1972.
Gromady, z gromadzkimi radami narodowymi (GRN) jako organami władzy najniższego stopnia na wsi, funkcjonowały od reformy reorganizującej administrację wiejską przeprowadzonej jesienią 1954 do momentu ich zniesienia z dniem 1 stycznia 1973, tym samym wypierając organizację gminną w latach 1954–1972.
Gromadę Szydłowiec z siedzibą GRN w mieście Szydłowiec (nie wchodzącym w jej skład) utworzono 31 grudnia 1961 w powiecie szydłowieckim w woj. kieleckim w związku ze zmianą nazwy gromady Śmiłów (której siedziba już od 1 stycznia 1959 znajdowała się w Szydłowcu) na gromada Szydłowiec.
W 1965 roku gromada miała 27 członków gromadzkiej rady narodowej.
Gromada przetrwała do końca 1972 roku, czyli do kolejnej reformy gminnej. 1 stycznia 1973 w powiecie szydłowieckim reaktywowano zniesioną w 1954 roku gminę Szydłowiec (do 1954 gmina Szydłowiec znajdowała się w powiecie radomskim).